# Historia Rwandy

## Plemiona Rwandy
Dzisiejsze terytorium Rwandy jest zamieszkiwane przez trzy plemiona: Twa, Tutsi oraz Hutu. Pierwsi na tym terytorium osiedlili się Pigmeje Twa. Trudnili się myślistwem, później także garncarstwem. Pomiędzy VII a X wiekiem zaczęło napływać nowe plemię – Hutu. Ich głównym zajęciem było rolnictwo. Ostatni przybyli Tutsi – lud trudniący się pasterstwem. W poszukiwaniu odpowiednich warunków do hodowli dotarli tu w XIII w. Okazali się świetnymi organizatorami i administratorami. Powoli zaczęli dominować nad pozostałymi dwoma plemionami. Zdobywali coraz to dalsze części kraju i na podbitych terenach ustanawiali swoje prawo. Szacuje się, że do końca XVI wieku posiadali pełną władzę nad terytorium dzisiejszej Rwandy. Od tego momentu będą nieprzerwanie rządzić aż do lat sześćdziesiątych XX wieku. 
Pomimo tego, że Tutsi było plemieniem podbijającym, to przejęło dorobek cywilizacyjny i kulturowy od Hutu. Pomimo tej unifikacji kulturowej, społecznej i duchowej, nigdy nie znikł podział na plemiona, nie nastąpiło zjednoczenie. Nadal występuje dwubiegunowa polaryzacja społeczeństwa na „my” i „oni”, czego konsekwencją były wydarzenia z 1994 r. i rzezie ludności.
Rwanda była jednym z ostatnich regionów w Afryce, skolonizowanych przez kraje europejskie. W 1885 r. na konferencji w Berlinie obszar ten zaliczono do niemieckiej strefy wpływów. Następnie w ciągu kolejnych 10 lat kraj został opanowany przez Niemców i wcielony do Niemieckiej Afryki Wschodniej. Niemcy nie rządzili bezpośrednio, do administracji kraju wykorzystali miejscowych władców (bami) z plemienia Tutsi (Berlin utrzymywał w Rwandzie maksymalnie 5 urzędników i 166 żołnierzy). W 1902 r. powstały pierwsze misje katolickie. W czasie I wojny światowej kraj został (wraz z sąsiednim Burundi) zajęty przez Belgów.
W 1922 prawo Belgii do Rwandy i Urundi (połączonych w jedno państwo) zostało zalegalizowane mandatem Ligi Narodów.
W 1925 Rwanda i Urundi zostały połączone z Kongo Belgijskim. Belgowie kontynuowali niemiecki sposób rządzenia, nadal opierając się na bami i arystokracji Tutsi.
W 1946 Rwanda-Urundi zyskało status terytorium powierniczego ONZ.
W latach 50. (z inicjatywy Belgów i ONZ) zaczęły powstawać pierwsze organizacje polityczne skupiające ludność murzyńską, m.in. Narodowa Unia Rwandy (reprezentująca Tutsi) oraz w 1957 r. Partia Emancypacji Ludu Hutu (PARMEHUTU). Władze belgijskie podsycały konflikty pomiędzy nimi, co doprowadziło w 1959 r. do wybuchu wojny domowej, w wyniku której Tutsi stracili swoją pozycję. Ostatni władca Rwandy i jego urzędnicy zostali wypędzeni z kraju, a do władzy doszli znacznie liczniejsi Hutu.
Na czele kraju stanął przywódca PARMENHUTU Grégoire Kayibanda, który po referendum z 1961 znoszącym monarchię został prezydentem (reelekcje 1965 i 1969). W 1962 ONZ cofnęła Belgii mandat powierniczy. Nastąpił rozpad Urundi i Rwandy, proklamowano niepodległość.
Po wygraniu wojny domowej, zwycięzcy Hutu dopuszczali się masakr ludności Tutsi, ci więc masowo uciekali za granicę, do Burundi i Ugandy.
W 1963 roku Tutsi podjęli zbrojną próbę odzyskania władzy, ale nie powiodła się ona i w rezultacie nastąpiły kolejne masakry, w których zginęło ok. 12 tys. ludzi.
W 1964 Rwanda wprowadziła walutę narodową, oddzielając się ekonomicznie od Burundi, z którą była związana od czasów kolonialnych.

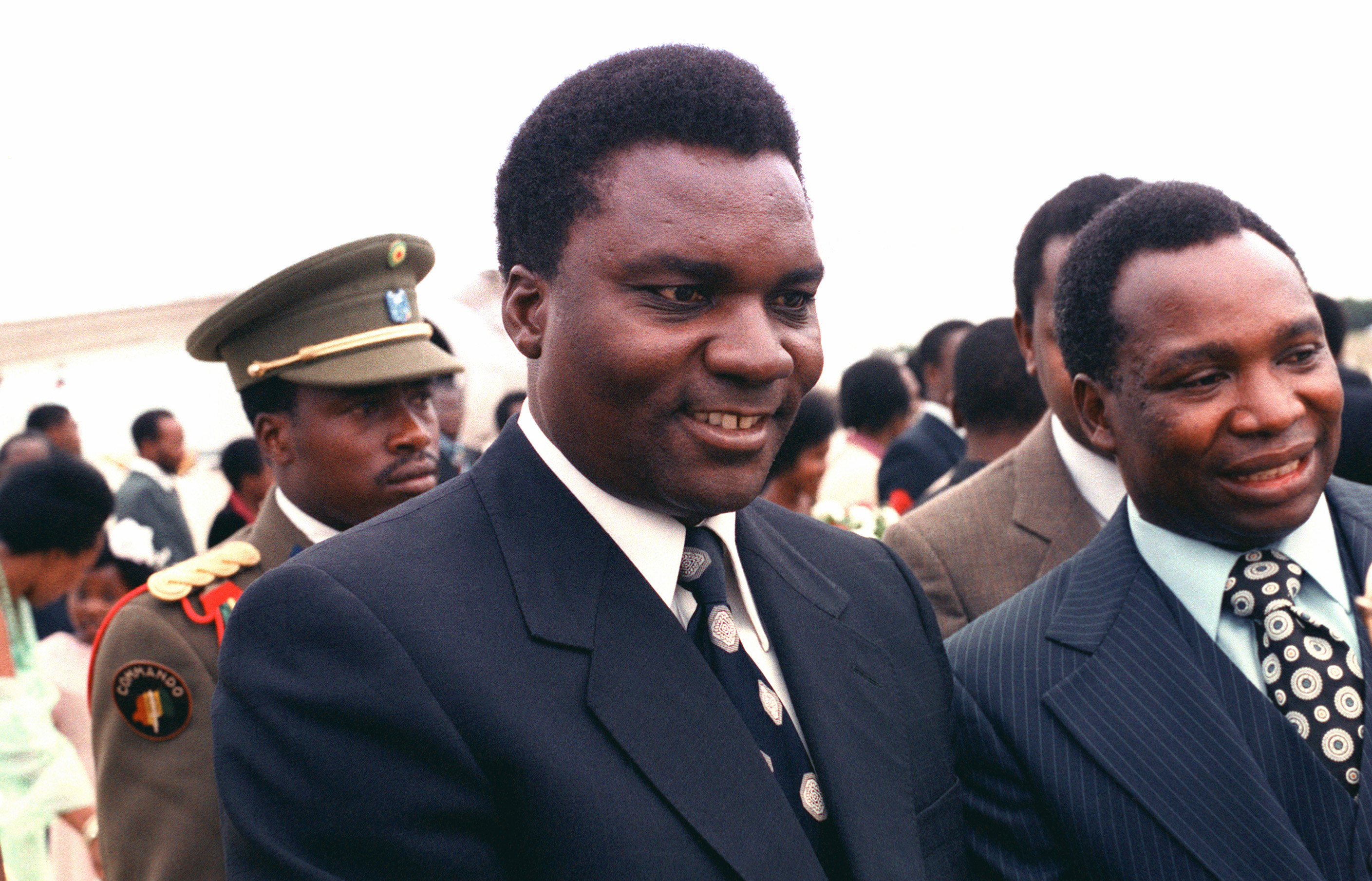
Juvénal Habyarimana

W 1973 doszło do nowej fali zamieszek na tle konfliktu Hutu z Tutsi. Pod hasłem ukrócenia konfliktu generał Juvénal Habyarimana (Hutu) przeprowadził bezkrwawy zamach stanu, zawiesił działalność partii politycznych i parlamentu, częściowo zawiesił konstytucję. W 1975 powstał Mouvement Révolutionnaire National pour le Développement (Narodowy Ruch Rewolucyjny na Rzecz Rozwoju, w skrócie MRND) stając się jedyną legalną partią.
W 1978 przywrócono rządy cywilne (z zachowaniem pozycji MNRD), prezydentem został Juvénal Habyarimana (reelekcje 1983 i 1988).
W 1989 r. nastąpiło gwałtowne pogorszenie sytuacji ekonomicznej. Trwający od 1982 r. napływ uchodźców z Ugandy pogłębił kryzys gospodarczy.
W 1989 r. na emigracji zawiązał się Rwandyjski Front Patriotyczny (FPR), złożony w większości z Tutsi (nadal represjonowanych), który w 1990 r. rozpoczął nową wojnę domową. Siłom rządowym pomagały oddziały belgijskie, francuskie i Demokratycznej Republiki Konga.
W 1993 r. do Rwandy wysłana zostaje misja ONZ do Spraw Pomocy Rwandzie – UNAMIR (misję zakończono w 1996 r.).

## Ludobójstwo w Rwandzie
Jedną z bezpośrednich przyczyn zagłady było wymuszenie w połowie 1993 roku przez kraje afrykańskie na prezydencie Rwandy dopuszczania do władzy Tutsi. Partyzanci mieli stanowić 40% armii. Dla klanu Akazu podział władzy był nie do przyjęcia, wówczas zdecydowali się na rozpoczęcie ostatecznego rozwiązania. Od grudnia 1993 zaczęto rozdawać broń ludności Hutu, a członków bojówki uczono posługiwania się maczetą. Od tego momentu czekano tylko na odpowiedni impuls, by rozpocząć rzeź. Tym impulsem okazało się zestrzelenie w dniu 6 kwietnia 1994 roku samolotu, na którego pokładzie znajdował się prezydent Juvénal Habyarimana. Pochodzenie sprawcy do dzisiaj nie jest wiadome, wiele osób spekuluje, że była to prowokacja Hutu by rozpocząć czystki. Już godzinę po katastrofie Gwardia Prezydencka zaczęła mordować ludzi, których nazwiska znalazły się na listach przygotowanych kilka miesięcy wcześniej – począwszy od oponentów politycznych po profesorów uniwersytetu i studentów, zwyczajnych ludzi, ich rodzin i każdego, kto miał z nimi cokolwiek wspólnego. W ciągu stu dni zamordowano ponad osiemset tysięcy osób – jedną dziesiątą ludności Rwandy. Nie zabijano ich z broni maszynowej – żołnierze, urzędnicy, policjanci i sąsiedzi podburzani przez stacje radiowe, które przez dwadzieścia cztery godziny na dobę nadawały audycje szerząca nienawiść, używali maczet i pałek. Ocenia się także, że w czasie pogromu zgwałcono około siedemdziesięciu tysięcy kobiet, a trzysta pięćdziesiąt tysięcy dzieci było świadkami śmierci członków swojej rodziny. 
Znaczna część ludności szukała schronienia w obozach ONZ. Siły UNAMIRu były bezsilne wobec tragedii, gdyż ich mandat nie pozwala im na jakiekolwiek akcje zbrojne, nawet w celu obrony ludności cywilnej. Już siódmego kwietnia prezydent Stanów Zjednoczonych wydał oświadczenie, w którym złożył kondolencje rodzinom zamordowanych, potępił akt mordu i wezwał do natychmiastowego zaprzestania dalszych okrutnych działań. Tego samego dnia dziesięciu belgijskich żołnierzy UNAMIRU zostało zamordowanych, czego następstwem było wycofanie się Belgii z tych sił ONZ w dniu 14 kwietnia 1994 roku. Następnego dnia prezydent USA oświadczył, że podejmie wszelkie kroki, by ratować Amerykanów przebywających na terenie Rwandy. Przez kolejne 48 godzin Belgia i Francja organizują ewakuację swych obywateli. Dwudziestego pierwszego kwietnia Rada Bezpieczeństwa ONZ podjęła decyzję o wycofaniu większości sił UNAMIRu. Wtedy już Międzynarodowy Czerwony Krzyż szacował, że setki, może tysiące ludzi zostało zgładzonych. Trzydziestego kwietnia Rada Bezpieczeństwa zdecydowała się na wydanie rezolucji potępiającej akty zbrodni. Celowo jednak nie określiła tych działań mianem „ludobójstwo”, gdyż implikowało by to prawne zobowiązanie do działania w celu schwytania i ukarania sprawców zbrodni. Równocześnie miał miejsce masowy exodus ludności z plemienia Hutu, którzy w obawie przez RPF przekraczali granice sąsiednich państw, głównie Tanzanii. 17 maja Rada Bezpieczeństwa zdecydowała o wysłaniu 5500 żołnierzy ONZ do Rwandy tzw. UNAMIR II. W rezolucji nie stwierdza jednak jednoznacznie, że masakra ludności Tutsi to ludobójstwo, podkreśla, że może to być ludobójstwo. Kiedy kłócono się, kto poniesie koszty akcji wysłania żołnierzy ONZ, Międzynarodowy Czerwony Krzyż podał informację, że liczba zabitych przekroczyła 500 tys.  
Wstrząsający jest fakt, że miejscami najtragiczniejszych masakr zostały kościoły oraz szpitale. Była to dobrze zorganizowana taktyka eksterminacji, polegająca na tym, że gromadzono jak największą liczbę ofiar w jednym miejscu. Następnie odcinano im wszelkie możliwe drogi ucieczki i gładzono wszystkich. Prefekt Kibuye nakazał żandarmom gromadzić ludzi, którzy zostali wcześniej wpisani na listę śmierci, w dwóch miejscach: w kościele i na stadionie. Prefekt zapewnił ofiary, że to dla ich własnego bezpieczeństwa, że dzięki temu uda im się uniknąć aktów przemocy, które szerzyły się w całym kraju. Akcja kierowania ludzi do tych „bezpiecznych stref” trwała dwa tygodnie, po czym ci sami ludzie, którzy mieli ich chronić, ruszyli do ataku. Nieludzkim również czynem było przymuszanie Tutsi do zagłady własnej rodziny, w przeciwnym wypadku wszystkich czekałyby nieludzkie tortury, a po nich dopiero śmierć. Piętnastego czerwca 1994 roku Francja ogłosiła, że podejmie interwencję zbrojną w celu przerwania machiny śmierci. Powodem, obok czysto humanitarnych, była chęć odbudowy nadszarpniętej reputacji państwa opiekuńczego, w związku z rozpowszechnianymi informacjami o sprzedaży broni zamordowanemu prezydentowi. Dwudziestego drugiego czerwca Rada Bezpieczeństwa ONZ udzieliła zgody Francji na interwencję. Jeszcze tego samego dnia wojsko Francuskie weszło na teren Rwandy z sąsiedniego Zairu. 
W 1994 Demokratyczna Republika Konga zamknęła granicę przed uchodźcami.
W czerwcu 1994 FPR ogłosił zajęcie Gitaramy, do której wycofał się z objętego walkami Kigali rząd tymczasowy.
15 czerwca 1994 na szczycie Organizacji Jedności Afrykańskiej w Tunisie walczące strony podpisały oficjalne zawieszenie broni, walki jednak nadal nie ustawały. Obserwatorzy ONZ donosili, że oddziały rządowe Tutsi dokonują masakr ludności Hutu w obozach dla uchodźców. Dla obrony ludności cywilnej, za zgodą ONZ, 23 czerwca 1994 do Rwandy wkroczyły wojska francuskie. Utworzona przez oddziały interwencyjne na południu kraju strefa bezpieczeństwa nie była jednak respektowana przez bojowników FPR.
Ostateczne zwyciężyli Tutsi (będący niewielką mniejszością). 18 sierpnia 1994 FPR uznał wojnę za zakończoną i ogłosił jednostronne zawieszenie broni, w związku z tym Francja wycofała swoje wojska z Rwandy, część uchodźców powróciła do kraju.
Pomimo deklaracji pokojowych i utworzenia rządu z przedstawicielami obu plemion, sytuacja nadal była napięta.

## Skutki mordów
Szacuje się, że w ciągu trzech miesięcy unicestwionych zostało od 800 000 – 1 000 000 osób z plemienia Tutsi. W czasie, gdy zbrodniarze pochłonięci byli swoją pracą, partyzanci z FPR rozpoczęli akcję odwetową, opanowując cały kraj. Rwanda wpadła w jeszcze większy zamęt, gdyż rozpoczął się wielki exodus ludność Hutu (dokładna liczba nie jest znana, waha się pomiędzy 1,5 mln do 3 mln) obawiającej się zemsty ze strony FPR. Emigrująca, często niewinna ludność często stawała się żywą tarcza, chroniącą rząd, niedobitki armii i przywódców rebelii udających się na emigrację. Uchodźcy Hutu zmierzali do Zairu, Burundi i Tanzanii. Tam na granicy z Rwandą zakładano dla nich obozy. Trudno im było dostosować się do nowej sytuacji. Osiedlano ich w najgorszych miejscach kraju: „nad miastem Goma dominuje ogromny krater wulkanu Nyiragonga. Na północy i południu ogromne rozlewiska lawy, na których jeszcze nikt się nie osiedlił, ponieważ oprócz kilku rodzajów traw, żadna roślina, żadne drzewo nie rośnie na tych polach powulkanicznych kamieni”. W obozach panowały nieludzkie warunki (brak wody, duże zagęszczenie), które implikowały kolejne nieszczęścia, jak cholerę czy czerwonkę, głód, malarię i AIDS. Wszystkie siały spustoszenie. Dane przedstawiające liczbę zgonów są druzgocące. W początkowych miesiącach śmierć poniosło ok. 60 tys. osób. Dodatkowo ci przymusowi emigranci cierpieli na brak rzetelnych i wiarygodnych informacji, często zastępowane zwykłymi pogłoskami i plotkami, pogłębiającymi frustrację, strach a nawet psychozę.
W 1996 prezydent Pasteur Bizimungu (wybrany w 1994) wysłał wojska na terytorium Demokratycznej Republiki Konga (Zairu) i zachęcony opanowaniem wschodniej części tego kraju wezwał do zmiany granic (ustalonych 1885 na konferencji w Berlinie).
Spowodowało to poważne napięcie w stosunkach z Demokratyczną Republiką Konga (Zairem), w wyniku czego sytuacja Hutu w Zairze stała się dramatyczna. To z kolei spowodowało, że zaczęli oni wracać do kraju, gdzie znów zaczęły się walki.
W 1999 rządzący Rwandyjski Front Patriotyczny (FPR) przedłużył mandat Tymczasowemu Zgromadzeniu Narodowemu i rządowi tymczasowemu do roku 2003 (w celu przygotowania nowej konstytucji i wolnych wyborów).
W 2000 r. prezydentem został Paul Kagame (Tutsi).
W maju 2003 przyjęta została w referendum nowa konstytucja.
W sierpniu 2003 w pierwszych od 1994 r. bezpośrednich wyborach prezydenckich, zdecydowanie wygrał Paul Kagame.
W międzyczasie w Arushy (Tanzania) działał Międzynarodowy Trybunał do spraw Zbrodni w Rwandzie pod kierownictwem prokurator Carli del Ponte, obejmujący dochodzeniami masakry dokonywane przez obie strony, w których śmierć poniosło (według oficjalnego spisu z 2002) ok. 800 tys. osób.
Walki armii rządowej z partyzantami Hutu wciąż trwają i nie zapowiada się, aby w najbliższym czasie miała nastąpić stabilizacja, tym bardziej, że rywalizujące ze sobą Francja i Stany Zjednoczone, mające tu duże wpływy, także nie potrafią zająć wspólnego stanowiska. Rola Francji i USA w konflikcie między obu plemionami pozostaje kontrowersyjna.